# 植木久行
植木 久行（うえき ひさゆき、1949年12月 - ）は、日本の古典中国文学者、弘前大学名誉教授。

## 略歴
新潟県生まれ。1973年早稲田大学文学部中国文学科卒、1978年同大学院文学研究科博士課程単位取得満期退学。1983年弘前大学人文学部助教授、1990年教授、2015年3月定年退職。

## 著書
- 唐詩歳時記 四季と風俗 明治書院 1980.9、講談社学術文庫 1995.8
- 唐詩の風土 研文出版〈研文選書〉1983.2
- 心象紀行 漢詩の情景2 人生の哀歓 東方書店 1990.10
- 唐詩の風景 講談社学術文庫 1999.4
- 唐詩物語 名詩誕生の虚と実と 大修館書店 2002.4
- 詩人たちの生と死 唐詩人伝叢考 研文出版 2005.7

### 共編著
- 中国の都城 2 長安・洛陽物語 悠久たり王城の地 集英社 1987.7。松浦友久共著
- 杜牧詩選 岩波文庫 2004.11。松浦友久共編訳

### 編注・事典
- 漢詩の事典 大修館書店 1999.1。松浦友久編、宇野直人・松原朗共著
- 福士巌峰漢詩選 鷹城吟社 2006.3
- 石原溪泉漢詩選 鷹城吟社 2007.3
- 佐藤子雀漢詩選 鷹城吟社 2009.11
- 中国詩跡事典　漢詩の歌枕 研文出版 2015.3

## 参考
- J-GLOBAL